# جنرال داینامیکس اف-۱۱۱ آردوارک
جنرال داینامیکس اف-۱۱۱جنگنده تهاجمی و بمب‌افکن میان بردی بود که از مدل‌های مختلف آن در نقش بمب افکن استراتژیک، هواپیمای اکتشافی و هواپیمای جنگ الکترونیکی هم استفاده می‌شد. این هواپیما در دهه ۱۹۶۰ توسط شرکت جنرال داینامیکس آمریکا طراحی شده و از سال ۱۹۶۷ وارد فعالیت رسمی در نیروی هوایی آمریکا شد. نیروی هوایی استرالیا تنها کاربر دیگر این هواپیما بود که از سال ۱۹۷۳ تا ۲۰۱۰ از مدل اف-۱۱۱سی استفاده می‌کرد تا اینکه آن را با اف/آ-۱۸ سوپرهورنت جایگزین کرد.
اف-۱۱۱ از نخستین هواپیماهایی محسوب می‌شد که تکنولوژی‌هایی همچون بال‌های متحرک، موتور توربوفن دارای قابلیت پس‌سوز در صنعت هواپیما و رادار اتوماتیک تعقیب ناهمواری‌ها برای پرواز با سرعت بالا در ارتفاع پائین، در آن به کار رفته بود. طرح اف-۱۱۱ بر چندین هواپیمای بال متحرک دیگر نیز اثرگذار بود و برخی از ویژگی های پیشرفته اف-۱۱۱ هم‌اکنون کاملاً رایج هستند. با این حال پیشرفت طرح اف-۱۱۱ با موانع زیادی رو به رو شد و مدل اف-۱۱۱بی که قرار بود جنگنده رهگیر ناونشین باشد هرگز تولید نشد. اف-۱۱۱ های نیروی هوایی آمریکا در دهه ۱۹۹۰ از رده خارج شدند، آخرین مدل فعال این هواپیما ئی‌اف-۱۱۱ راون مدل مخصوص جنگ الکترونیکی بود که در سال ۱۹۹۸ بازنشسته شد. جایگزین‌های اف-۱۱۱ در نیروی هوایی آمریکا جنگنده اف-۱۵ئی استرایک ایگل به منظور عملیات‌های برد متوسط حمله دقیق به اهداف زمینی و بمب‌افکن بی-۱ لنسربی در نقش بمب‌افکن مافوق صوت هستند.